# تيم مكارثي
تيم مكارثي (بالإنجليزية: Tim McCarthy)‏ هو ضابط شرطة أمريكي، ولد في 20 يونيو 1949 في شيكاغو في الولايات المتحدة.